# خوزه دی‌انجلو
خوزه دی‌انجلو (انگلیسی: José D'Angelo؛ زادهٔ ۵ آوریل ۱۹۸۹) بازیکن فوتبال اهل آرژانتین است.
از باشگاه‌هایی که در آن بازی کرده‌است می‌توان به باشگاه فوتبال جیمناسیا لاپلاتا اشاره کرد.